# Чикида Юрій Іванович
Ю́рій Іва́нович Чики́да (нар. 9 грудня 1988) — український спортсмен-важкоатлет у ваговій категорії 85 кг. Майстер спорту України міжнародного класу, член національної збірної України. Чемпіон України; встановив чотири рекорди України.
Чикида — уродженець с. Видерта Камінь-Каширського району, представник спортивних товариств «Динамо», «Колос».
У 2009 році у складі збірної команди України виборов срібну нагороду у категорії до 77 кг на I чемпіонаті Європи серед юнаків до 23 років. З 2008 року є членом збірної команди України.
Навчається в Луцькому інституті розвитку людини університету «Україна».
Тренер — заслужений тренер України Володимир Левчук.